# 붕적토

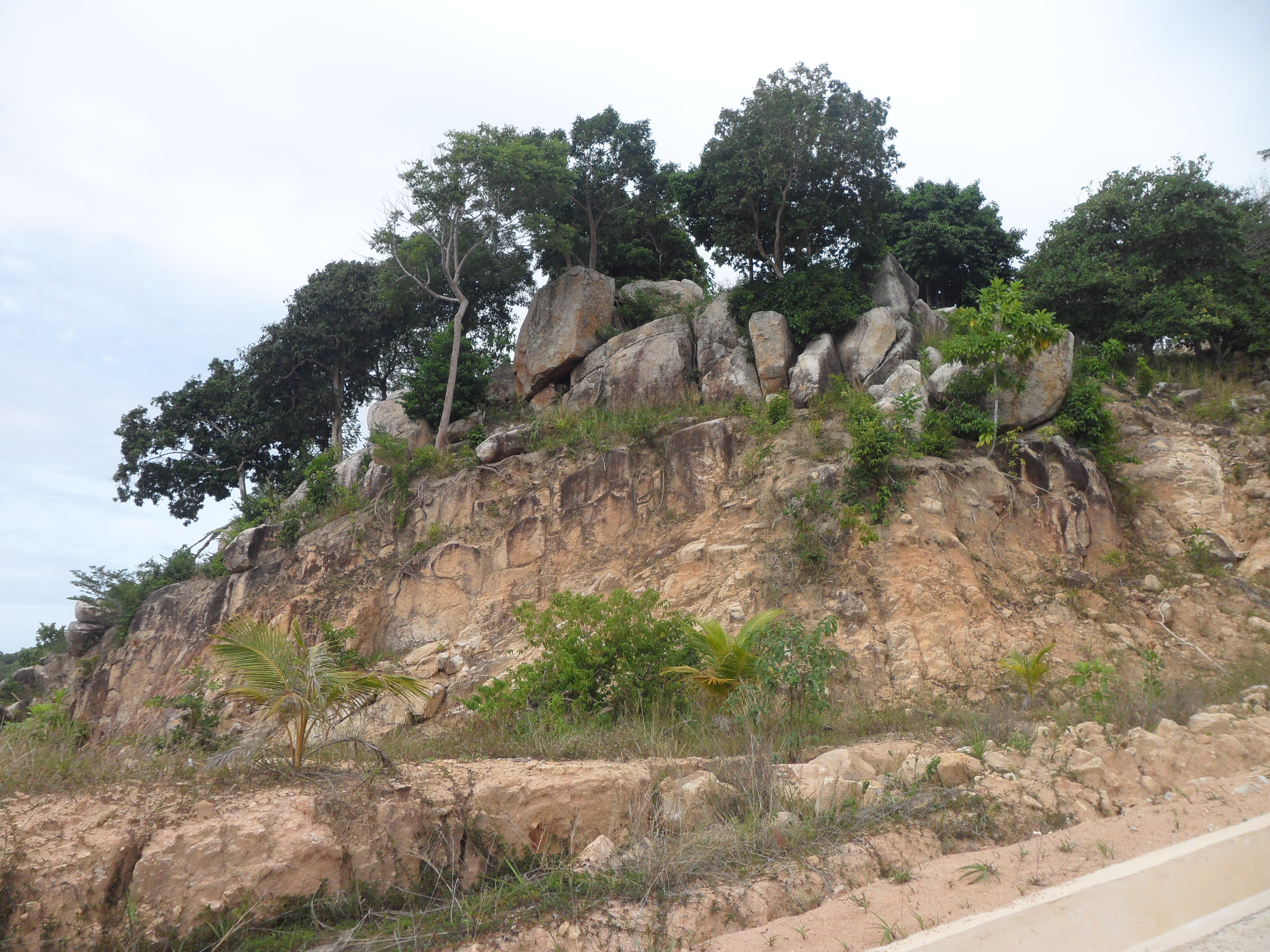
코타오섬의 퇴적물

붕적토(崩積土)는 중력의 작용으로 굵은 퇴적물이 사면의 비탈 끝 부분에 퇴적하여 이동하지 않고 있는 흙과 암편으로 구성된 토양이다.
붕적토는 일반적으로 미사(silt)에서 다양한 크기의 암석 조각에 이르는 이질적인 범위의 암석 유형과 퇴적물로 구성된다. 이 용어는 집중되지 않은 표면 유출 또는 시트 침식에 의해 언덕의 바닥에 퇴적된 퇴적물을 구체적으로 지칭하는 데에도 사용된다.

## 같이 보기
- 홍적층
- 침식
- 돌비알